# Konstantin Konstantinovič Kokkinaki
Konstantin Konstantinovič Kokkinaki (rusko Константин Константинович Коккинаки), sovjetski častnik, vojaški pilot, preizkusni pilot in letalski as, * 11. marec 1910, Novorossijsk, † 4. marec 1990, Moskva).
Polkovnik Kokkinaki je v svoji vojaški karieri dosegel 7 samostojnih in 4 skupne zračne zmage (drugi viri navajajo 10+4 zračne zmage).

## Življenjepis
Sodeloval je v drugi kitajsko-japonski vojni (7 zračnih zmag in 166 bojnih poletih) in drugi svetovno vojni (takrat v sestavi 40. IAP in 401. IAP). Dosegel je 7 zračnih zmag (3 samostojne in 4 skupne).
Od leta 1951 do 1967 je bil preizkusni pilot za OKB MiG. Svetovno slavo je dosegel 30. septembra 1960, ko je s E-66 (različica MiG-21) postavil hitrostni svetovni rekord poleta na zaprti poti - 2148,66 km/h.
Letel je na I-16 in I-15bisih ter MiG-17, MiG-19, MiG-21,...
Njegov brat je bil Vladimir Konstantinovič Kokkinaki.

## Odlikovanja
- heroj Sovjetske zveze
- red Lenina (3x)